# Dean O’Gorman

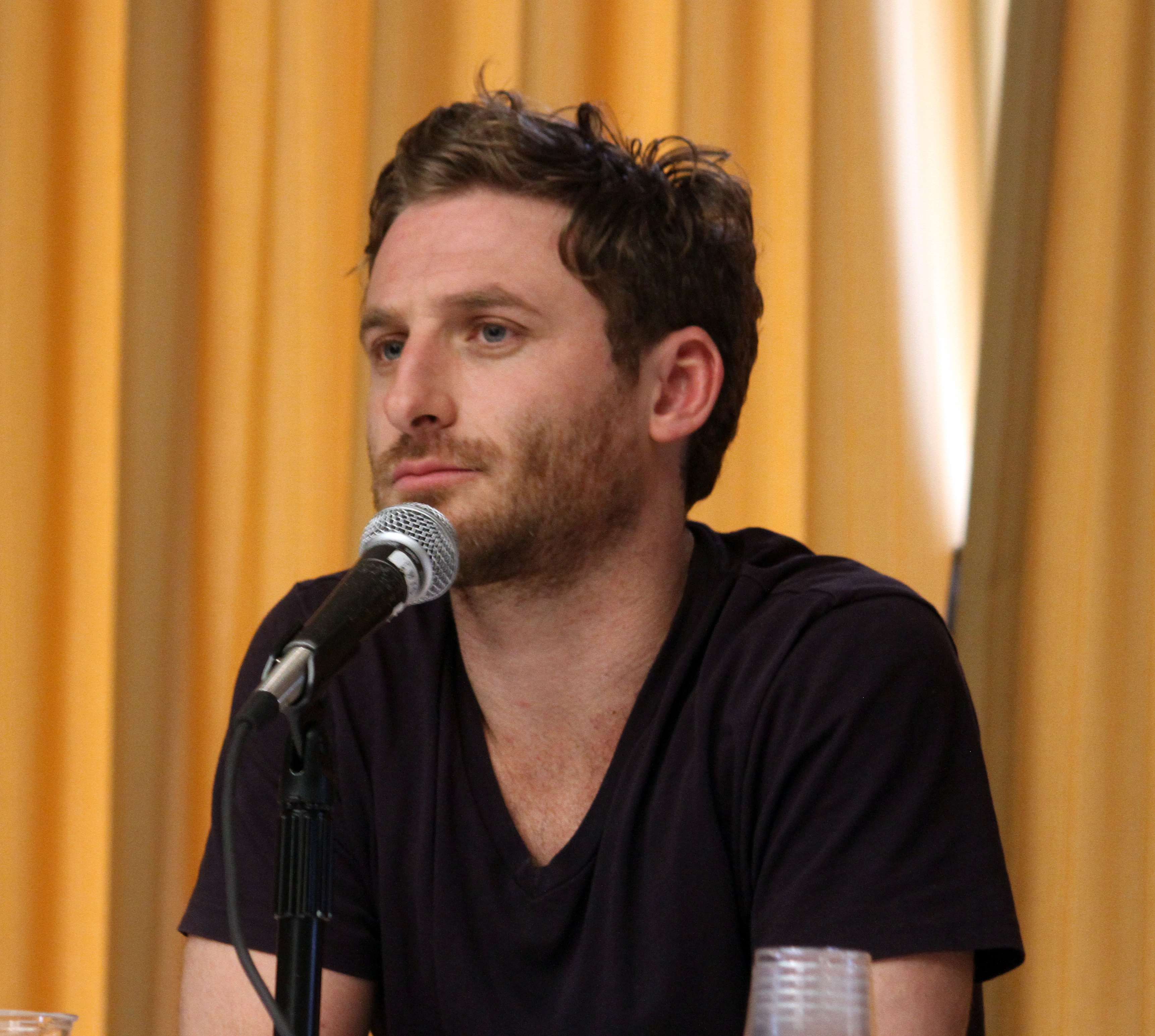
Dean O’Gorman (2013)

Dean Lance O’Gorman (* 1. Dezember 1976 in Auckland, Neuseeland) ist ein neuseeländischer Schauspieler.

## Leben
Er begann im Alter von 14 Jahren mit der Schauspielerei und trat in zahlreichen neuseeländischen und australischen Produktionen auf. In den bekannten US-amerikanischen Fantasyserien Hercules und Xena – Die Kriegerprinzessin, die in Neuseeland gedreht wurden, trat er in verschiedenen Rollen auf. Auch in den Serien Farscape, Moonlight und McLeods Töchter war er bereits zu sehen. Im Jahr 2011 erhielt er eine Hauptrolle in der Fantasyserie The Almighty Johnsons. Am 1. Mai 2011 gab Regisseur Peter Jackson über Facebook bekannt, dass O’Gorman in der Verfilmung von Tolkiens Der Hobbit die Rolle des Fíli übernehmen würde.
2015 zeigte O’Gorman vor der B3 Biennale des bewegten Bildes in Frankfurt am Main in der Galerie Braubachfive eine Serie von gestellten Fotografien des Künstlers mit dem Titel No Man’s Land.
Dean O’Gorman absolvierte das Rangitoto College und besitzt den schwarzen Gürtel in Karate. 2019 wurde er Vater einer Tochter.

## Filmografie (Auswahl)
- 1990: The Rogue Stallion (Fernsehfilm)
- 1990: Raider of the South Seas (Fernsehfilm)
- 1995: Bonjour Timothy
- 1995–1998: Hercules (Hercules: The Legendary Journeys, Fernsehserie, fünf Episoden)
- 1996: Rückkehr zur Schatzinsel (Return to Treasure Island, Fernsehfilm)
- 1996, 2000: Xena – Die Kriegerprinzessin (Xena: Warrior Princess, Fernsehserie, zwei Episoden)
- 1997: Flucht aus Sektor 7 (Doom Runners, Fernsehfilm)
- 1998–1999: Der junge Hercules (Young Hercules, Fernsehserie, 45 Episoden)
- 2001: When love comes
- 2003: Farscape (Fernsehserie, zwei Episoden)
- 2004–2005: McLeods Töchter (McLeod’s Daughters, Fernsehserie)
- 2007: Moonlight (Fernsehserie, Episode 1x01)
- 2009: Legend of the Seeker – Das Schwert der Wahrheit (Fernsehserie, Episode 1x17)
- 2009: The Cult (Fernsehserie, Episode 1x10)
- 2010: Nights in the Gardens of Spain (Kawa – Nights in the Gardens of Spain)
- 2011–2013: The Almighty Johnsons (Fernsehserie)
- 2012: Der Hobbit: Eine unerwartete Reise (The Hobbit: An Unexpected Journey)
- 2013: Der Hobbit: Smaugs Einöde (The Hobbit: The Desolation of Smaug)
- 2014: Der Hobbit: Die Schlacht der Fünf Heere (The Hobbit: The Battle of the Five Armies)
- 2015: Trumbo
- 2017: Pork Pie
- 2017: Wanted (Fernsehserie, 5 Folgen)
- 2020: One Lane Bridge (Fernsehserie, 6 Folgen)
- 2023: The Convert